# Giorgio Da Costa
Giorgio Da Costa (Firenze, 22 ottobre 1920 – Firenze, 26 gennaio 2009) è stato un allenatore di calcio e calciatore italiano, di ruolo difensore.

## Carriera

### Giocatore
Cresce nella Fiorentina, con cui vince la Coppa Italia 1939-1940 giocando 3 gare nella competizione, tra cui la finale vinta contro il Genoa.
Nel 1941-1942 debutta in Serie B con il Siena, con cui disputa due campionati cadetti prima della seconda guerra mondiale, per un totale di 60 presenze.
Nel dopoguerra disputa altre 37 gare in Serie B con la maglia del Forlì, ed in seguito gioca ancora con la squadra romagnola in Serie C.

### Allenatore
Ha allenato per una stagione il Forlì.

## Palmarès

### Giocatore

#### Competizioni nazionali
- Coppa Italia: 1

Fiorentina: 1939-1940